# Розенталь, Лев Александрович
Розенталь (Борович) Лев Александрович (10 декабря 1896 — 25 августа 1937) — советский разведчик, дивизионный комиссар.

## Биография
Розенталь Лев Александрович (псевдонимы Борович, Алекс, Лидов Лев Александрович). По национальности еврей. Родился в семье купца 2-й гильдии, владевшего текстильной фабрикой.
 Получив к началу Первой мировой войны 6-классное образование в лодзинской гимназии, уехал с семьёй в Баку, где в 1917 окончил Бакинское Алексеевское среднее механико- и строительно-техническое училище по специальности электромеханик. В октябре 1916 г. вступил в РСДРП(м), но уже к маю 1917 покинул ряды меньшевиков.
В сентябре 1918 г. вступил добровольцем в РККА. С мая 1919 года — член ВКП(б). Участник Гражданской войны, служил в Москве и на Западном фронте (1918—1920), в составе 2-го пехотного харьковского полка сражался против войск Деникина. Красноармеец, командир отделения. После контузии был отправлен на военно-инженерные курсы комсостава в Москве (окончил в марте 1920).
В распоряжении Региструпра Западного фронта (1920—1921), резидент управления в Гомеле, занимался переправкой агентуры в Польшу, начальник команды связи Отдельной бригады особого назначения при РВС Западного фронта.
В распоряжении разведывательного управления Штаба РККА (январь 1921 — февраль 1925), работал в берлинской и венской резидентурах, заведующий сектором 2-го отдела (февраль — август 1925), в распоряжении Управления (август 1925 — февраль 1926), начальник 1-й части, помощник начальника 2-го отдела (февраль 1926 — октябрь 1927) РУ Штаба РККА. В 1927 году окончил курсы усовершенствования при разведывательном управлении Штаба РККА.
В распоряжении РУ (октябрь 1927 — июль 1930), работал в Австрии, Германии, Балканских странах.
Для поручения при зампреде ВСНХ И. С. Уншлихте, заместитель начальника Фосфатного управления Всехимпрома (июль 1930 — май 1932); в распоряжении разведывательного управления Штаба РККА (май 1932 — август 1935), ответственный секретарь Бюро международной информации при ЦК ВКП(б), сотрудник техсекретариата Оргбюро ЦК, заместитель начальника 2-го отдела РУ РККА (август 1935 — июль 1937).
Числясь в этой должности, был легальным резидентом в Китае (май 1936 — июль 1937), помощником заведующего отделением ТАСС в Шанхае под фамилией Лидов (вместе с женой Л. Е. Дороховой). Дивизионный комиссар (23 ноября 1935). Проживал в Москве, Столешников пер., 8-11.
Арестован 11 июля 1937 г. 25 августа 1937 г. приговорён ВКВС к расстрелу по обвинению в шпионаже в пользу Польши, сотрудничеству с ПОВ; приговор приведён в исполнение в тот же день. Похоронен на Донском кладбище.
Реабилитирован 17 ноября 1956 года, 4 мая 1957 г. восстановлен в партии.

## Семья
Жена Лидия Ефимовна Дорохова (Лидова). Дочь Светлана (род. 16 декабря 1936 г.).